# Białka (województwo dolnośląskie)
Białka (niem. Weißenhof) – nieistniejąca wieś w Polsce położona w województwie dolnośląskim, w powiecie legnickim, w gminie Krotoszyce, leżąca w bezpośrednim sąsiedztwie Huty Miedzi Legnica, zlikwidowana i wysiedlona ze względu na szkodliwe oddziaływanie zakładu. Wszystkie zabudowania oraz drogi (z wyjątkiem dojazdu z ul. Ceglanej w Legnicy) zostały rozebrane w 1994 r.

## Podział administracyjny
Od 1983 r. część terenów dawnej wsi znajduje się w granicach administracyjnych miasta Legnicy (obręb geodezyjny Białka). Pozostałe, podobnie jak dawniej, leżą na terenie gminy Krotoszyce. Część gruntów dawnej wsi wykorzystano również pod budowę zbiornika wodnego będącego częścią obiegu wodnego Huty Miedzi Legnica.